# Torrie Lewis
Pour les articles homonymes, voir Lewis.
Torrie Lewis (née le 8 janvier 2005 à Nottingham) est une athlète australienne, spécialiste du sprint. 

## Biographie
Née en Angleterre, elle déménage avec sa mère à Newcastle (Australie) à l'âge de six ans. Malgré une intolérance au gluten, elle pratique la gymnastique dès l'âge de cinq ans, avant de se consacrer à l'athlétisme à partir de onze ans. Un an plus tard elle gagne des titres régionaux et nationaux, grâce notamment à un entraîneur à distance.
En 2023 elle réalise le doublé 100/200 mètres aux championnats d'Australie.
En 2024, elle bat d'un centième le record d'Australie du 100 m, détenu par Melissa Breen depuis 2014.
Sur 200 m, elle conserve son titre national à Adelaide. A Xiamen, lors de l'ouverture de la ligue de diamant, elle inflige une défaite à l'Américaine Sha'Carri Richardson et remporte la course en 22 s 96.
Début juin elle devient championne d'Océanie sur la même distance à Suva.

### Palmarès
| Date | Compétition            | Lieu | Résultat | Épreuve | Performance |
| ---- | ---------------------- | ---- | -------- | ------- | ----------- |
| 2024 | Championnats d'Océanie | Suva | 1re      | 200 m   | 23 s 14     |

### Records
| Épreuve    | Temps        | Lieu        | Date            |
| ---------- | ------------ | ----------- | --------------- |
| 100 m      | 11 s 10 (NR) | Canberra    | 27 janvier 2024 |
| 200 mètres | 22 s 89      | Saint-Denis | 4 août 2024     |